# Judaica Bohemiae
Judaica Bohemiae je odborný impaktovaný časopis, vydávaný Židovským muzeem v Praze. Zaměřuje se na dějiny a současnost Židů v českých zemích (eventuálně ve státních celcích, jichž byly součástí).
Státní židovské muzeum, jehož nástupnickou organizací Židovské muzeum v Praze je, začalo časopis Judaica Bohemiae vydávat roku 1965, v půlročním intervalu. V roce 1994 se časopis přeměnil v ročenku, avšak od roku 2009 opět vychází dvakrát ročně.
V časopise vycházejí jednak odborné studie, jednak recenze publikací s příslušnou tematikou. Články jsou v současnosti publikovány v angličtině nebo němčině. Jsou indexovány a jejich abstrakty lze nalézt v databázích Arts and Humanities Citation Index (Web of Science), Scopus a European Reference Index for the Humanities (ERIH).